# George Jackson
George Lester Jackson, född 23 september 1941 i Chicago i Illinois, död 21 augusti 1971 i San Quentin i Kalifornien, var en amerikansk aktivist, marxist, författare, medlem i Svarta Pantrarna, och grundare av Black Guerrilla Family tillsammans med medfången W.L. Nolen.
Från 1961 fram till sin död 1971 satt Jackson i fängelse, där han blev politiskt engagerad. Jackson var en av the Soledad Brothers – tre fångar vid Soledadfängelset, vilka anklagades för att ha mördat en vit fångvaktare. År 1970 släpptes boken Soledad Brother, en samling av Jacksons brev från fängelset. Jackson sköts ihjäl av vakter i San Quentin-fängelset vid ett misslyckat flyktförsök.
Bob Dylans sång "George Jackson" handlar om Jackson.